# Carney Chukwuemeka
Carney Chibueze Chukwuemeka, född 20 oktober 2003 i Eisenstadt, Österrike, är en engelsk fotbollsspelare som spelar för Borussia Dortmund.

## Klubbkarriär
Den 4 augusti 2022 värvades Chukwuemeka av Chelsea, där han skrev på ett 6-årskontrakt. Han debuterade för Chelsea den 8 oktober 2022 i en 3–0-vinst över Wolverhampton Wanderers, där han blev inbytt i den 86:e minuten mot Conor Gallagher.